# Blue Hawaii (sång)
"Blue Hawaii" är en sång skriven av Leo Robin och Ralph Rainger till filmen Hawaiinätter från 1937, med Bing Crosby och Shirley Ross. Bing Crosby spelade in sången med Lani McIntyre and His Hawaiians, vilken släpptes på skiva 1937. som baksida till "Sweet Leilani."
Sången har senare spelats in av flera artister, bland andra Elvis Presley 1961 på soundtrackalbumet Blue Hawaii från 1961 till filmen med samma namn.

## Inspelningar
- Bing Crosby - Decca 1175 (1937)
- Billy Vaughn - Dot Records 45-15879 (1957)
- Frank Sinatra - Come Fly with Me (1958)
- Andy Williams - Two Time Winners (1959)
- George Greeley - Warner Bros. Records WS-1366 (1960)
- Elvis Presley - Blue Hawaii (1961)
- Willie Nelson - Honeymoon in Vegas (1992)
- Suburban Rhythm - Suburban Rhythm (1997)
- David Byrne - Big Love: Hymnal (2008)

### Fotnoter
1. ↑  Decca 1000 - 1500 Numerical Listing 1175
2. ↑  Songs from the Year 1937